# Масимо
Масимо – римска благородническа фамилия, произлизаща от древните Максими, живели по времето на Римската република.
Масимо твърдят, че от тях произлизат двама папи на Римокатолическата църква – Анастасий I, който отлъчва Ориген, и Пасхалий I – един от първите папи заели се с християнизация на Скандинавия .
По-надеждната история на семейството започва през 1012 с Лео ди Максим. След това семейството постепенно придобива все по-голямо влияние в римската аристокрация, играе значителна роля в делата на града, издига множество кардинали, посланици, граждански и военни лидери. През 16 век Масимо са най-богатите римски благородници. Към земите им са прибавени Арсоли (1574) и Папската княжеска титла.
През 17 век кардинал Камило Масимо е известен като меценат и покровител на Веласкес и Пусен.
Всички членове на семейството имат благороднически титли . Днес Масимо са представени в аристократическите среди от принц Фабрицио Масимо, принц на Арсоли и Тригиано (роден 1963), неговите наследници принц Фабрицио и принц Стефано Масимо, принц на Рокаселка деи Волчи (роден 1955), наследника му Валерио Масимо (роден 1973). На 21 май 2009 принц Валерио изкачва връх Еверест.
Резиденции на фамилията са Палацо Масимо и Кастел Масимо.